# ان‌جی‌سی ۵۷۲۸
ان‌جی‌سی ۵۷۲۸ (انگلیسی: NGC 5728) یک کهکشان مارپیچی میله‌ای فعال است که در فاصله ۱۴۶ میلیون سال نوری در صورت فلکی ترازو قرار دارد و در ۷ مه ۱۷۸۷ توسط ویلیام هرشل کشف شد.